# Чуфарово (станция)
Чуфарово — железнодорожная станция Волго-Камского региона Куйбышевской железной дороги. Расположена в рп. Чуфарово Вешкаймского района Ульяновской области. Находится на участке с тепловозной тягой Ульяновского хода Транссиба. Начало эксплуатации: 1898 год.

## История
В 1898 году около с. Чуфарова была построена ветка Московско-Казанской железной дороги от ст. Инза до ст. Симбирск , а рядом сооружена железнодорожная станция. Вскоре около станции вырос посёлок для семей, обслуживающих железнодорожную инфраструктуру, но затем он слился с селом .

## Деятельность
На станции осуществляются:
- Приём и выдача повагонных отправок грузов, допускаемых к хранению на открытых площадках станций.
- Приём и выдача грузов повагонными и мелкими отправками, загружаемых целыми вагонами, только на подъездных путях и местах необщего пользования
- Продажа билетов на все пассажирские поезда. Приём и выдача багажа не производится.

## Дальнее следование по станции
По состоянию на 2024 год через станцию курсируют следующие поезда дальнего следования:

### Круглогодичное движение поездов
| № поезда | Маршрут движения      | № поезда | Маршрут движения      |
| -------- | --------------------- | -------- | --------------------- |
| 63       | Димитровград — Москва | 64       | Москва — Димитровград |
| 115      | Уфа — Москва          | 116      | Москва — Уфа          |
| 347      | Уфа — Санкт-Петербург | 348      | Санкт-Петербург — Уфа |
| 353      | Пермь — Адлер         | 354      | Адлер — Пермь         |
| 391      | Челябинск — Москва    | 392      | Москва — Челябинск    |
| 609      | Уфа — Ульяновск       | 610      | Ульяновск — Уфа       |

### Сезонное движение поездов
| № поезда | Маршрут движения      | № поезда | Маршрут движения      |
| -------- | --------------------- | -------- | --------------------- |
| 251      | Димитровград — Москва | 252      | Москва — Димитровград |
| 451      | Ижевск — Адлер        | 452      | Адлер — Ижевск        |